# Bezděkov (powiat Rokycany)
Bezděkov – gmina w Czechach, w powiecie Rokycany, w kraju pilzneńskim. Według danych z dnia 1 stycznia 2014 liczyła 132 mieszkańców.